# Памятник Рашиду Бейбутову
Памятник Рашиду Бейбутову (азерб. Rəşid Behbudovun heykəli) — памятник азербайджанскому певцу Рашиду Бейбутову, расположенный в столице Азербайджана, городе Баку, на улице Рашида Бейбутова, перед Государственным театром песни имени Рашида Бейбутова. На противоположной стороне улицы Рашида Бейбутова находится Азербайджанская национальная библиотека.
Автором является народный художник Азербайджана Фуад Салаев. Памятник был установлен 11 июня 2016 года. Открытие было 4 октября того же года. На церемонии открытия присутствовал президент Азербайджанской Республики Ильхам Алиев.